# 阿卜杜拉·本·哈里法体育场
阿卜杜拉·本·哈里法体育场（‎）是一个位于卡塔尔多哈的足球场，可容纳10000名观众。它是卡塔尔星级足球联赛球队的主场，又被称为莱科维亚体育俱乐部球场。
体育场在2011年开始动工，2012年5月完成第一阶段施工， 2013年2月建成。 2月15日，体育场正式启用，第一场比赛是莱科维亚在卡塔尔星级足球联赛迎战。